# Wayne King
Wayne King (ur. 18 lutego 1901, zm. 16 lipca 1985) – amerykański dyrygent, klarnecista i kompozytor.

## Wyróżnienia
Posiada swoją gwiazdę na Hollywoodzkiej Alei Gwiazd.